# Venus (uitgeverij)
Uitgeverij Venus was van 2003 tot 2012 gevestigd in Franeker. De uitgeverij was in 2003 door de schrijvers Josse de Haan en Trinus Riemersma opgericht. Ze bracht Friestalige werken uit, ondergebracht in de series Proaza, Poëzy, VenusNonFiksje en VenusFariëtee.
Tot de auteurs die bij Venus publiceerden, behoorden Harmen Wind, Reinder van der Leest en Cornelis van der Wal.